# Bryum matto-grossense
Bryum matto-grossense là một loài rêu trong họ Bryaceae. Loài này được Broth. mô tả khoa học đầu tiên năm 1900.